# Anna Henderson
Anna Loiuse Henderson (Hemel Hempstead, 14 novembre 1998) è una ciclista su strada britannica che corre per il team Lidl-Trek.
Specialista delle cronometro, professionista dal 2020, il 28 luglio 2024 ha vinto la medaglia d'argento nella cronometro su strada ai Giochi olimpici di Parigi, preceduta solo dall'australiana Grace Brown.

## Palmarès
- 2019 (Brother UK-Tifosi, una vittoria)

Campionati britannici, Prova a cronometro Under-23
- 2021 (Jumbo-Visma Women Team, quattro vittorie)

1ª tappa Kreiz Breizh Elites Dames (Callac > Pontrieux)
2ª tappa Kreiz Breizh Elites Dames (Saint-Connan > Ploumagoar)
Classifica generale Kreiz Breizh Elites Dames
Campionati britannici, Prova a cronometro
- 2022 (Jumbo-Visma Women Team, una vittoria)

Prologo Festival Elsy Jacobs (Cessange, cronometro)
- 2024 (Team Visma-Lease a Bike, una vittoria)

Campionati britannici, Prova a cronometro
- 2025 (Lidl-Trek, una vittoria)

2ª tappa Giro d'Italia (Clusone > Aprica)

### Altri successi
- 2018 (Team Onform)

Ryedale Grand Prix
- 2019 (Brother UK-Tifosi)

East-Cleveland Klondike Grand Prix
- 2022 (Jumbo-Visma Women Team)

Classifica scalatrici RideLondon Classique
- 2023 (Jumbo-Visma Women Team)

1ª tappa Vuelta a España (Torrevieja, cronosquadre)

## Piazzamenti

### Grandi Giri
- Tour de France

2022: non partita (8ª tappa)
2023: 68ª
2024: ritirata (7ª tappa)
- Vuelta a España

2023: 27ª
2024: ritirata (2ª tappa)

### Competizioni mondiali
- Campionati del mondo

Innsbruck 2018 - In linea Elite: ritirata
Yorkshire 2019 - Staffetta: 3ª
Yorkshire 2019 - In linea Elite: 22ª
Imola 2020 - In linea Elite: 60ª
Fiandre 2021 - Staffetta: 5ª
Fiandre 2021 - In linea Elite: 25ª
Wollongong 2022 - In linea Elite: 50ª
Glasgow 2023 - Cronometro Elite: 4ª
Glasgow 2023 - In linea Elite: ritirata
Zurigo 2024 - Cronometro Elite: 7ª
Zurigo 2024 - In linea Elite: 21ª
- Giochi olimpici

Parigi 2024 - Cronometro: 2ª
Parigi 2024 - In linea: 13ª

### Competizioni continentali
- Campionati europei

Glasgow 2018 - In linea Elite: 35ª
Alkmaar 2019 - Cronometro Under-23: 10ª
Alkmaar 2019 - In linea Elite: 23ª
Drenthe 2023 - Cronometro Elite: 2ª
Drenthe 2023 - In linea Elite: 8ª
- Giochi europei

Minsk 2019 - In linea: 16ª